# 네덜란드의 공휴일
네덜란드의 공휴일은 다음과 같다.
| 날짜                  | 공휴일 이름      | 비 고                                  |
| --------------------- | ---------------- | -------------------------------------- |
| 1월 1일               | 새해 첫날        |                                        |
| 3 ~ 4월 중(이동)      | 부활절           | 춘분 이후 첫 만월 다음에 오는 일요일   |
| 4월 27일              | 국왕탄생일       |                                        |
| 5월 5일               | 자유의 날        |                                        |
| 5 ~ 6월 중(이동)      | 주님 승천 대축일 | 부활절로부터 39일 후에 해당하는 목요일 |
| 5 ~ 6월 중(이동)      | 성령 강림 대축일 | 부활절로부터 49일 후에 해당하는 일요일 |
| 12월 25일 ~ 12월 26일 | 크리스마스 연휴  |                                        |

## 같이 보기
- 벨기에의 공휴일
- 프랑스의 공휴일